# Myla (Zilma)
Die Myla (russisch Мы́ла) ist ein rechter Nebenfluss der Zilma in der Republik Komi in Nordwestrussland.
Die Myla gehört zum Flusssystem der Petschora. Sie entspringt an der Ostflanke des Timanrückens. Sie fließt in überwiegend nördlicher Richtung und mündet unweit der gleichnamigen Siedlung Myla in die nach Osten fließende Zilma. Die Myla hat eine Länge von 186 km. Sie entwässert ein Areal von 2700 km². Sie wird hauptsächlich von der Schneeschmelze gespeist. Zwischen November und Anfang Mai ist der Fluss eisbedeckt.